# Bilsanda
Bilsanda é uma cidade e uma nagar panchayat no distrito de Pilibhit, no estado indiano de Uttar Pradesh.

## Geografia
Bilsanda está localizada a 28° 15′ N, 79° 57′ L. Tem uma altitude média de 161 metros (528 pés).

## Demografia
Segundo o censo de 2001, Bilsanda tinha uma população de 13,474 habitantes. Os indivíduos do sexo masculino constituem 53% da população e os do sexo feminino 47%. Bilsanda tem uma taxa de literacia de 54%, inferior à média nacional de 59.5%; a literacia no sexo masculino é de 60% e no sexo feminino é de 47%. 16% da população está abaixo dos 6 anos de idade.